# Henriëtte Addicks
Marie Henriëtte Louise Adriane Addicks (* 21. Februar 1853 in Amsterdam; † 2. Mai 1920 ebenda) war eine niederländische Malerin und Aquarellistin. Sie signierte mit „H. Addicks“.

## Leben und Werk
Henriëtte Addicks begann 1868 mit dem Malen. Sie wurde 1870–1875 von Petrus Kiers und anschließend von Elisabeth Verwoert ausgebildet. Kiers’ Tochter Catharina unterrichtete sie im Malen von Aquarellen. Addicks wohnte und wirkte in ihrer Heimatstadt, wo sie im Alter von 67 Jahren starb.
Addicks malte Blumen und Stillleben. Im April 1904 stellte sie mit der Genootschap Kunstliefde bei der Pictura Veluvensis in Heelsum aus. Sie sei eine „talentierte Malerin“ und ihre Arbeit sei von „Leidenschaft und Geist“ geprägt, berichtete der Arnhemsche Courant. Sie war Mitglied der Künstlervereinigung De Onafhankelijken und zeigte 1913 bei der Sammelausstellung De Vrouw 1813–1913 ihre Werke. Addicks unterrichtete die Düsseldorferin Emmy Seelig im Modellieren.

## Belege
1. 1 2 3  Henriëtte Addicks. Biografische Daten und Werke im Niederländischen Institut für Kunstgeschichte (niederländisch)
2. 1 2  Mej. H. Addicks. In: Albert Plasschaert: Korte geschiedenis der Hollandsche schilderkunst. Van af de Haagsche school tot op den tegenwoordigen tijd. Maatschappij voor goede en goedkoope lectuur, 1923. S. 73.
3. ↑  Heelsum. Arnhemsche courant, 18 April 1904.
4. ↑  Eva Emmelina Seelig. Biografische Daten und Werke im Niederländischen Institut für Kunstgeschichte (niederländisch)

| Personendaten    | Personendaten                                                |
| ---------------- | ------------------------------------------------------------ |
| NAME             | Addicks, Henriëtte                                           |
| ALTERNATIVNAMEN  | Addicks, Marie Henriëtte Louise Adriane (vollständiger Name) |
| KURZBESCHREIBUNG | niederländische Malerin und Aquarellistin                    |
| GEBURTSDATUM     | 21. Februar 1853                                             |
| GEBURTSORT       | Amsterdam, Niederlande                                       |
| STERBEDATUM      | 2. Mai 1920                                                  |
| STERBEORT        | Amsterdam, Niederlande                                       |